# Brincar a Brincar
Brincar a Brincar est le premier album du chanteur portugais Nuno Roque, sorti en 1995,.

## Les chansons
| No  | Titre                 | Auteur                                                   | Durée |
| --- | --------------------- | -------------------------------------------------------- | ----- |
| 1.  | Brincar a Brincar     | Arminda Ferreira, Marcus Levi, Cândida Soares            | 4:23  |
| 2.  | Pequeno Aladino       | Manuel Guimarães, Tony Lemos                             | 2:59  |
| 3.  | Gosto de Cantar       | Arminda Ferreira, Tony Lemos                             | 3:25  |
| 4.  | Sou Traquina          | Nuno Roque, Arminda Ferreira, Tony Lemos, Cândida Soares | 2:55  |
| 5.  | Apenas Rapaz          | Manuel Guimarães, Tony Lemos                             | 2:55  |
| 6.  | Caixinha De Surpresas | Manuel Guimarães, Tony Lemos                             | 3:06  |
| 7.  | Um Héroi              | Manuel Guimarães, Tony Lemos                             | 3:21  |
| 8.  | Mas Que Tosse         | Nuno Roque, Arminda Ferreira                             | 3:55  |
| 9.  | O Meu Cavalo Bonito   | Manuel Guimarães, Tony Lemos                             | 2:10  |
| 10. | Ainda Sou Pequeno     | Arminda Ferreira, Tony Lemos                             | 2:38  |
| 11. | Quando Era Bébé       | Manuel Guimarães, Tony Lemos                             | 3:39  |
| 12. | O Rock                | Nuno Roque, Arminda Ferreira                             | 3:13  |

## Récompenses
- Gala Internacional dos Pequenos Cantores (pt) - Meilleure Musique[5] (Chanson: "O Meu Cavalo Bonito")
- Festival da Canção Infantil de Braga - Premier Prix (Chanson: "Caixinha de Surpresas")
- Festival da Canção Infantil de Braga - Meilleur Interprète (Chanson: "Caixinha de Surpresas")
- Festival da Canção de Campanhã - Premier Prix (Chanson: "Apenas Rapaz")
- Festival da Canção de Campanhã - Meilleure Interprétation (Chanson: "Apenas Rapaz")[6]